# La Java
Pour les articles homonymes, voir Java.
La Java est un club parisien du quartier de Belleville, située 105, rue du Faubourg-du-Temple dans le 10e arrondissement, au sous-sol de la galerie « le Palais du commerce ».
Créée en 1923, cette salle était alors un dancing, parmi les plus réputés de la capitale. La salle a accueilli notamment Django Reinhardt, Jean Gabin, Fréhel et les débuts de Maurice Chevalier et Édith Piaf. Après s'être spécialisée dans la musique latino, La Java s'est tournée vers la musique électronique. La salle draine un public assez hétéroclite - variant selon les soirées proposées - mais majoritairement jeune. 
Le chanteur Mathieu Boogaerts s'y est produit les mercredi soirs entre septembre 2009 et juin 2010, et l'album Mercredi ! À la Java ! Mathieu Boogaerts ! y a été enregistré. 

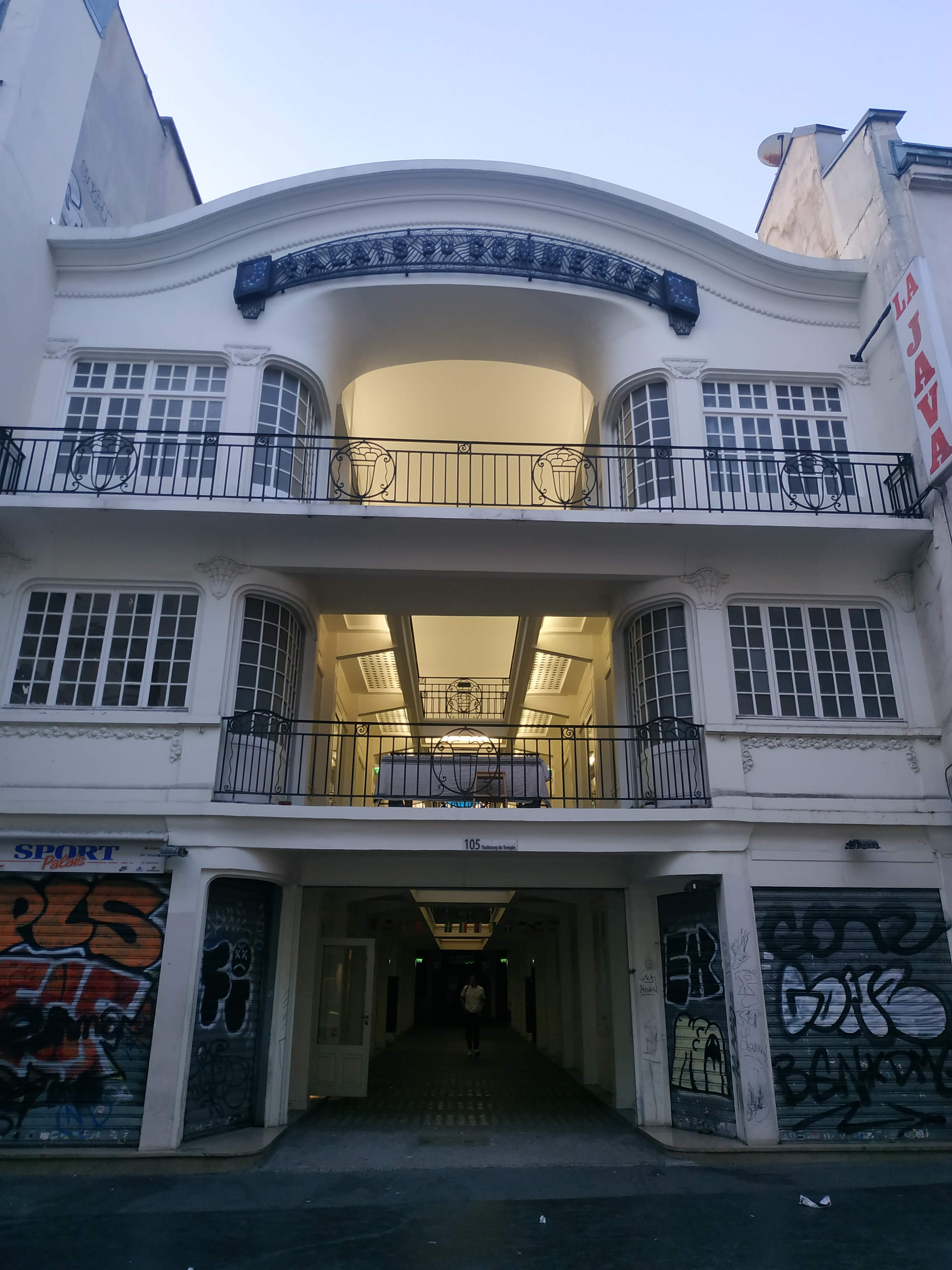
Entrée du bâtiment où se trouve la Java (Paris Xe)